# Polis

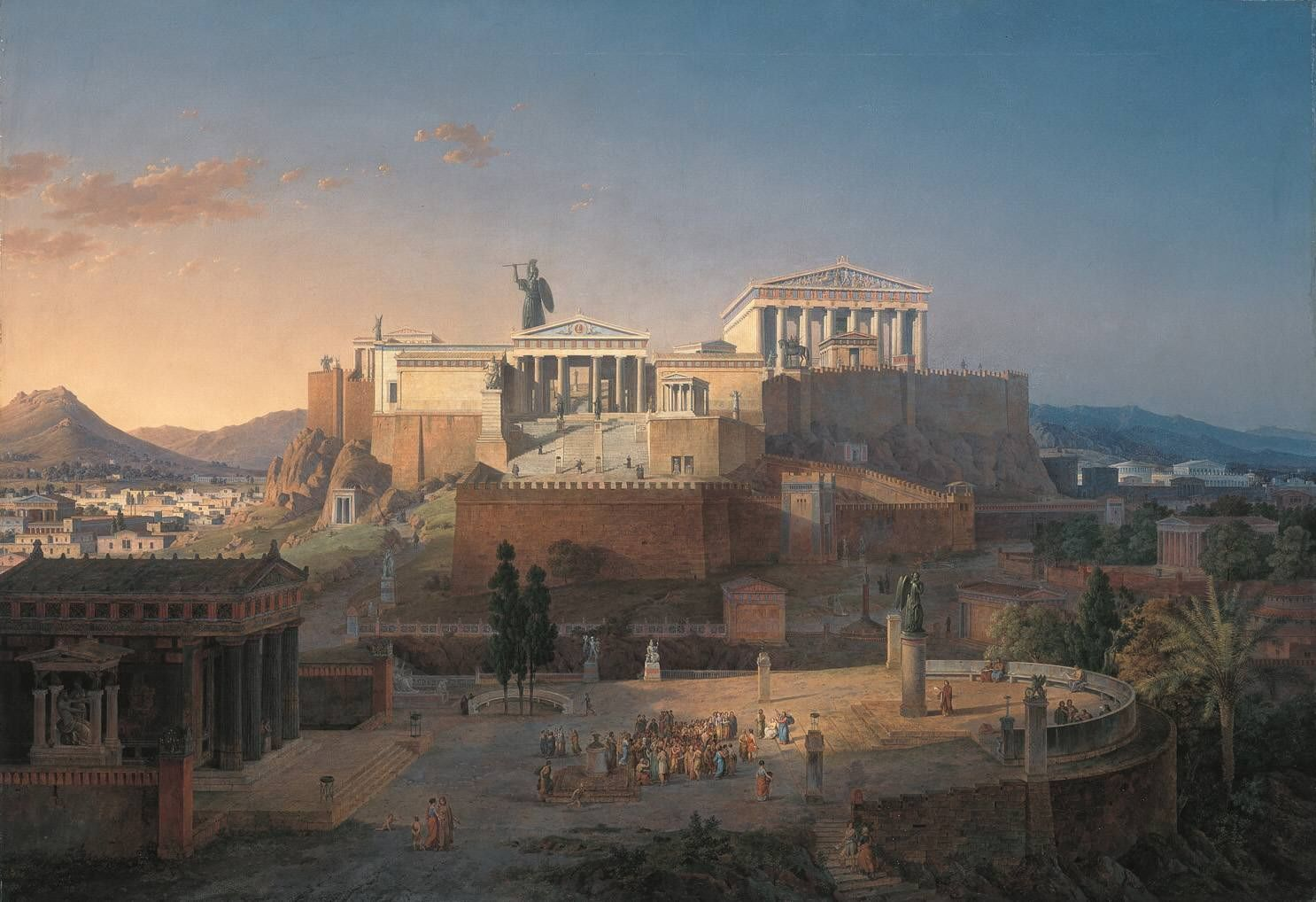
Ricostruzione ideale dell'Acropoli e dell'Areopago di Atene. Dipinto di Leo von Klenze, 1846 (Neue Pinakothek, Monaco di Baviera).

Con il termine pólis (in greco antico: πόλις?, "città"; plurale πόλεις, póleis) si indica la città-Stato dell'antica Grecia, ma anche il modello politico tipico in quel periodo in Grecia.

## La polis Greca
La polis era un modello di città-Stato tipicamente greca che prevedeva l'attiva e continua partecipazione degli abitanti liberi alla vita politica. In contrapposizione alle altre città-Stato antiche, la particolarità delle poleis non era tanto la forma di governo democratica o oligarchica, ma l'isonomia: il fatto che tutti i cittadini liberi fossero sottoposti alle stesse norme di diritto, secondo una concezione che identificava l'ordine naturale dell'universo con le leggi della città. Queste erano concepite come un riflesso della legge universale preposta al governo del mondo.
L'armonia esistente fra la polis e gli individui che la componevano era assimilata così a quella esistente in natura fra il tutto e le sue singole parti. In virtù di una tale corrispondenza, l'uomo greco era portato a sentirsi organicamente inserito nella sua comunità. Ognuno trovava la propria realizzazione nella partecipazione alla vita collettiva e nella costruzione del bene comune.
Questo modello di armonia tra poleis sarebbe poi iniziato ad entrare in crisi con l'avvento della sofistica, i cui esponenti erano soliti mettere in dubbio l'esistenza di fondamenti universali insiti nella natura, sulla base di un soggettivismo e un individualismo sempre più accentuati, che avrebbero progressivamente intaccato lo spirito di cittadinanza della polis.

## Storia delle poleis
Le Poleis erano in origine piccole comunità autosufficienti, rette da governi autonomi: una sorta di piccoli Stati indipendenti l'uno dall'altro.
Il carattere autonomo delle poleis deriverebbe dalla conformazione geografica del territorio greco, che impediva facili scambi tra le varie realtà urbane poiché prevalentemente montuoso. Spesso, le varie poleis erano in lotta tra loro per l'egemonia del territorio greco: ne è un esempio la celebre rivalità fra Sparta ed Atene.
Apparsa intorno all'VIII secolo a.C., la polis divenne il vero e proprio centro politico, economico e militare del mondo greco. Ogni polis era organizzata autonomamente, secondo le proprie leggi e le proprie tradizioni. Vi furono esempi di poleis dal regime politico democratico, come Atene, e oligarchico, come Sparta.
L'indipendenza e la mancata unità delle poleis furono le cause principali della loro caduta. Il re macedone Filippo II e suo figlio Alessandro Magno infatti sfruttarono a loro vantaggio le lotte interne fra le varie città-Stato per dominarle e sottometterle. Anche in Italia meridionale, nella Magna Grecia, le poleis caddero sotto il dominio di Roma tra il IV secolo a.C. e il III secolo a.C. proprio per le lotte intestine e la loro disunione.

### Nascita e struttura urbana della polis
Nel 1050 a.C. in Grecia si conobbe un aumento dell'uso del ferro, da cui nacque un miglioramento della sua lavorazione e che permise, grazie a un'efficace coltivazione della terra, un aumento demografico. Quindi i popoli non potevano più vivere in villaggi di difficile accesso, sperduti e in mezzo alle montagne, ma dovevano organizzarsi per difendersi dagli attacchi esterni e bisognava accumulare provviste per le carestie. Così avvenne un cambiamento della struttura urbana. L'incremento demografico è testimoniato da registrazioni archeologiche di necropoli. Tuttavia, l'archeologo americano Ian Morris, criticando la prospettiva archeologica, sostiene che le tombe ritrovate sono l'attestazione di un nuovo modo di seppellire che valorizza di più i morti, ciò dal momento che si diffonde una cultura funeraria che valorizza la morte. Di conseguenza, secondo lo studioso, nell'VIII secolo a.C. non vi fu alcun incremento demografico.
La polis comprendeva sia il centro urbano, cinto da mura e costituito dall'acropoli e dalle abitazioni, sia il territorio circostante, ossia la chora ("regione"). La parte bassa della città era chiamata asty ed era la parte delle abitazioni più povere, dove vivevano contadini e artigiani che, però, talvolta diventavano ricchi grazie al commercio. L'acropoli, la parte alta della città, era il fulcro della vita religiosa (vi si trovavano templi e santuari), mentre l'agorà, cioè la piazza, di solito si trovava più in basso e rivolta verso l'esterno (i porti erano una parte molto importante della città). I centri politici, economici e sociali erano svolti in edifici situati nell'agorà: erano edifici con funzioni politiche, ma anche strutture dedicate allo svolgimento delle attività commerciali e finanziarie (botteghe e cambiavalute). La chora era la parte fuori dalle mura, era il luogo dove i contadini coltivavano i campi e si dedicavano all'agricoltura. Anche se era fuori dalle mura, la chora non era meno importante dell'acropoli, infatti i greci avevano uno stretto rapporto con la terra e non davano meno importanza al lavoro dei contadini, specialmente perché l'agricoltura era la base economica, tramite cui si garantiva la sussistenza all'intera popolazione.
Le strade principali, che univano l'agorà, i santuari, le porte della città, avevano un aspetto monumentale ed erano costruite con grande cura. Per il resto, la rete stradale era fatta di stradine piccole che consentivano a malapena il transito dei pedoni e degli animali. Questo perché le attività economiche (artigianato e commercio) e quelle residenziali erano concentrate in aree specifiche. Questo edificio urbanistico riduceva il traffico dei quartieri residenziali.
Oltre all'unità territoriale, però, le poleis erano caratterizzate da un'unità sociale e una strettamente politica: si trattava di un gruppo di cittadini che si dotava di leggi che si impegnava a rispettare. I cittadini non erano più sudditi, come nelle società precedenti, ma esercitavano il proprio potere eleggendo i rappresentanti (magistrature) e intervenendo durante le assemblee.

### La polis dal Medioevo ellenico all'età classica
Il suo processo di formazione come modello di insediamento e di forma di governo risale al secolo compreso tra l'850 e il 750 a.C. durante la colonizzazione greca micenea, per poi estendersi modificandosi al suo interno per un lungo arco di tempo fino a quello che alcuni studiosi hanno identificato come VI secolo. Certamente alla seconda metà del VII secolo risale un'iscrizione cretese proveniente da Drero (ML2), in cui si accenna a decisioni prese dalla polis e ci offre la prima attestazione sicura della città intesa come comunità politica. Tuttavia secondo alcuni studi dello storico Oswyn Murray la polis già intorno al 700 veniva considerata la tipologia più comune di organizzazione sociale; infatti lui stesso ha riscontrato che già in Omero la città assunse precise caratteristiche fisiche associate al concetto di polis greca: insediamento urbano provvisto di magazzini e di mura, che ha un luogo preposto agli incontri pubblici contornato da templi pubblici, come ci dimostra il seguente brano di Omero che descrive l'aspetto della terra ideale dei Feaci (Odissea, 6, 262-67):
«Ma appena prossimi alla città, con intorno alte mura, ecco ai due lati di essa un bel porto e, stretta, un'entrata: navi veloci a virare son tratte lungo la via perché tutti han lì il loro posto. Lì, intorno al bel Posideio, c'è la piazza [agora] serrata da massi trascinati e conflitti al suolo.»

#### Fattori che contribuirono all'avvento della polis
La nascita della polis presuppone alcuni fattori che portarono la Grecia al superamento delle condizioni caratteristiche del Medioevo ellenico e alla scoperta della città intesa come comunità politica: la stabilità delle comunità sul territorio, lo sviluppo dell'economia agricola, la dispersione della proprietà terriera, la crescita demografica, il miglioramento del livello di vita.
Il punto di partenza fu l'esperienza coloniale nel periodo compreso tra il 750 e 650 a.C.; in questo periodo i Greci diffusero i loro insediamenti nell'area mediterranea, espandendosi dai territori egei della Grecia e dal litorale turco fino al Mar Nero, alla Sicilia e al sud dell'Italia, che prese il nome di Magna Grecia. Si pensa che le persone trasferite in tali zone fossero in numero almeno uguale a quello di quanti erano rimasti in patria.
L'emigrazione interna portò inoltre alla scomparsa degli insediamenti più piccoli nelle isole, per essere sostituiti da un unico insediamento urbano, e l'avvento di nuovi assetti urbanistici nelle città antiche, come successe a Smirne e ad Atene.
Un altro fenomeno di tale rilevanza fu l'esplosione urbanistica che contribuì alla nascita di società nuove in un contesto privo di aristocrazia, del concetto di proprietà privata e di associazioni di culto, nel quale c'era tutto da inventare e da far funzionare, per far fronte alle innovazioni e alle difficoltà che si intravedevano all'orizzonte.
Durante questo periodo, alcuni riformatori che miravano a cambiare la società sembrarono riuscirci; Solone creò infatti un nuovo codice di leggi basato sulla sua personale idea di giustizia, senza appellarsi a una divinità o alla comunità. Nacquero nuovi criteri di cittadinanza, si imposero nuovi regolamenti alla struttura della famiglia, comparvero confraternite di sacerdoti che ebbero il sostegno delle famiglie più potenti.
Ma il vero punto chiave fu il passaggio dal potere politico dalla mani della aristocrazia a quella di uomini nuovi e di gruppi chiamati "soci" oppure gli "uguali", e la caduta di centri di potere rappresentati dai palazzi; in questo periodo di cambiamenti le comunità locali guidati dai "basileis" divengono nuovi poli di aggregazione di carattere prevalentemente religioso-culturale. Si costituì così intorno ai santuari e ai centri di culto, la polis.
Alcuni studiosi hanno cercato di collocare la sua nascita in contesti geopolitici particolari enfatizzando un contesto geografico come la città della Ionia, sede di un precoce sviluppo politico e culturale. Tuttavia oggi si pensa che la formazione delle poleis interessò l'intera Grecia e ebbe un carattere non soltanto urbanistico, ma anche sociale così che non è possibile scindere da esso fenomeni come la progressiva affermazione delle classi medie e la riforma oplitica, molto importante per capire il processo di formazione della città intesa come realtà sociale.

##### L'ascesa della tirannide
La prima tirannide fu instaurata a Corinto per opera di Cipselo nel 676 a.C., dopo la cacciata dell'aristocrazia di Corinto. Il fenomeno della tirannide si diffuse in gran parte delle città evolute nella zona dell'Istmo, Megara, Sicione e Atene, mentre dall'altra parte dell'Egeo interessò Mitilene (Lesbo), Mileto e Samo. Per più di un secolo la tirannide fu una delle principali forme di governo, e, fra le più importanti città greche, pare solo che Sparta ed Egina la evitassero.
Essa rappresentava perciò un segnale della prima comparsa certa della monarchia in Grecia e della sua diffusione, sin dai tempi dell'età micenea. Ad alcuni tiranni come ad esempio Cipselo di Corinto, si attribuirono imprese leggendarie che attestarono il loro status di eroi popolari. Ma con la seconda generazione, in parte per l'odio aristocratico nei confronti di tali usurpazioni, in parte per la crescente richiesta popolare di diritti politici, molti tiranni divennero in realtà, agli occhi dei sudditi, la personificazione della malvagità.
La figura del tiranno entrò nella mitologia politica come lo stereotipo del governo assoluto, sprezzante dei vincoli morali o legali, votato alla crudeltà e alla licenziosità, odiato e temuto dai suoi sudditi. La tirannide era la peggior forma di governo, fuori dalla legge, impossibile da controllare da parte della comunità e imposta con la forza a cittadini recalcitranti. Essa però agì da deterrente, insieme alla predilezione manifestata per la monarchia da parte di popoli che i Greci consideravano inferiori, perché li indusse a operare rigide forme di controllo nei confronti di singoli cittadini, i quali aspiravano a una qualsiasi forma di predominio costituzionale, perlomeno fino a quando, nel IV secolo, i teorici della politica rivalutarono la monarchia.
Nonostante questa immagine negativa e la loro capacità di adeguarsi alle istituzioni politiche tradizionali, le tirannidi arcaiche contribuirono tuttavia in modo significativo allo sviluppo della polis. Fu in quel periodo che il potere delle aristocrazie tradizionali venne infranto. Alla caduta dei tiranni, che avevano concentrato tutto il potere sulla propria persona, il potere fu trasferito alla città e alle sue istituzioni.

#### Riforma oplitica
Con questa riforma il nucleo dell'esercito fu costituito non più dalla cavalleria ma da fanti armati pesantemente (opliti). Venne meno così il carattere aristocratico dell'esercito, che si ampliava ai membri della classe media e ai piccoli proprietari contadini. Aumentò il senso di appartenenza a una comunità (la polis), in cui le prerogative politiche erano attribuite in base alla funzione militare. La caratteristica nuova era data dal fatto che nella falange oplitica il soldato combatteva a ranghi serrati, difendendo se stesso e il proprio vicino: ciò implicava il superamento dell'individualismo e una profonda integrazione del singolo nel gruppo. La virtù eroica del guerriero aristocratico venne superata e si affermarono nuovi valori come l'autocontrollo, la moderazione (sophrosyne) e il senso della solidarietà e della parità fra uguali. Dall'oplitismo nacquero comunità di cittadini più ampie che, sul piano costituzionale, si diedero governi timocratici, cioè basati sul censo, potenzialmente più aperti e caratterizzati da una maggiore mobilità sociale rispetto alle comunità precedenti.
I valori della classe degli opliti emergono chiaramente, verso la metà del VII secolo, nell'opera del poeta spartano Tirteo. Il guerriero viene incitato a morire per il proprio paese, con esortazioni patriottiche molto più esplicite di quelle rivolte all'élite guerriera omerica, orientata semmai all'individualismo e alla competizione. Un uomo ha il dovere di rimanere a fianco dei suoi compagni, con il gruppo.
(Tirteo, frammento II, 7-14)
Il tema dominate non è il racconto, bensì l'esortazione esplicita al valore; è una poesia pedagogica, che intende educare la nuova classe alla dedizione verso la polis.

### L'evoluzione della polis
La prima civiltà tecnicamente evoluta del mondo greco di cui si abbia notizia è la società micenea, organizzatasi attorno alle roccaforti e ai villaggi. Le prime erano avamposti del potere centrale e governavano il territorio circostante politicamente ed economicamente; i villaggi dipendevano politicamente dal palazzo, centro per la raccolta e l'accumulazione di prodotti agricoli, beni di lusso ed armi. A capo del sistema troviamo il wanax e sotto di lui il capo dell'aristocrazia militare (lawagetas). Molto importante era anche la classe sacerdotale, di cui facevano parte anche le sacerdotesse, il ruolo più importante che la donna poteva coprire.
Attorno al palazzo si trovavano i demoi, comunità di villaggio dove viveva il demos, ossia il popolo composto da cittadini, costruttori di navi, fabbri, vasai e tessitori. I personaggi più importanti delle comunità di villaggio erano i basileis, che prendevano decisioni di interesse pubblico riunendosi in un consiglio degli anziani. Caratteristiche fondamentali della società micenea erano l'assenza di proprietà privata tranne che per il wanax, il lawagetas e i sacerdoti; l'assoggettamento personale della popolazione al palazzo, al quale tutti erano tenuti a prestare servizi e a pagare tributi, la cui registrazione era affidata solo agli scribi (sola classe di persone che conosceva la scrittura).
Il crollo della potenza micenea fu attorno al 1200-1150 a.C. con la scomparsa delle principali roccaforti, in particolare a Pilo, Sparta, Micene, Tebe, Atene, Tirinto. La causa di questa rovina fu l'arrivo dei Dori, popolazione stanziata nella Grecia settentrionale, che avrebbe distrutto Micene e si sarebbe poi insediata in tutta la regione, stabilendo la sua capitale a Sparta. Il volto della Grecia si trasformò: città antiche come Pilo e Micene lasciarono il posto a nuovi insediamenti che assunsero l'aspetto di centri urbani, intorno a cui si organizzarono villaggi sparsi inseriti in contesti agricoli e pastorali. Scomparsa ogni traccia del forte potere centrale che aveva caratterizzato i regni micenei, il territorio greco venne sconvolto da movimenti migratori provenienti dall'Asia minore. Verso la fine del IX secolo a.C. la Grecia risultava divisa in tre diverse stirpi: i Dori, gli Ioni e gli Eoli che parlavano forme dialettali diverse di una stessa matrice linguistica. I Dori occuparono il Peloponneso e le regioni settentrionali della Grecia; gli Ioni popolarono l'Attica, l'Eubea e le coste dell'Asia minore; gli Eoli abitarono la Beozia e alcune isole dell'Egeo. La loro organizzazione originaria, perciò, può essere genericamente definita come tribale. In tempi successivi, alle differenze di dialetto corrisposero differenze nella composizione; i Greci ionici erano tradizionalmente divisi in quattro gruppi socio-militari (phylai), mentre i Greci dorici in tre.
Nelle zone più arretrate della Grecia del centro nord e centro-ovest come l'Epiro, Tessaglia e la Macedonia, la polis rimase un fenomeno marginale; altrove (come in Arcadia), l'unificazione che riproduceva il modello della polis avvenne molto tardi. Di conseguenza, oltre alla vera e propria polis esistette nel corso della storia greca una certa varietà di forme di governo, che riflettevano una fase più primitiva: per questo motivo, alcuni studiosi moderni hanno proposto un modello greco alternativo basato sulle tribù o ethnos.
In questo periodo classico la polis può essere intesa sotto due grandi linee di organizzazione; la prima è particolarmente interessante perché ha dei corrispettivi nell'età oscura, trattandosi di organizzazioni di attività comuni da parte di comunità sparse, che condividevano il culto di un particolare santuario. Ne è un esempio l'antica koinon degli Ionici, composta da dodici città della costa ionica in cui luogo di culto era il Panionion. La seconda organizzazione antica era caratterizzata dalla presenza di un capo tribù, potendo diventare perciò una forma di monarchia fondata da un capo carismatico.
Alla fine fu proprio questa monarchia tribale che, con Filippo II, trionfò sulla polis nella battaglia di Cheronea, e che, con Alessandro Magno, gettò le fondamenta per una serie di monarchie territoriali multinazionali.

### Città e territorio
La polis come comunità cittadina e come entità politica indipendente, era dotata di istituzioni e leggi proprie, corrispondeva ad uno spazio geografico definito e stabile, comprendente la parte urbana, il territorio rurale, l'area di confine, i santuari extraurbani. Il processo di definizione del territorio e del rapporto con esso era una delle fasi fondamentali della formazione della città.
La polis era una forma di insediamento su un territorio di una comunità, che si raccoglieva intorno a un centro politico e religioso; presentava infatti strutture di eredità micenea e configurazioni di eredità minoica, come affermò recentemente Camassa nel 2007. Il binomio agorà-santuario esprimeva i rapporti politici e culturali della polis e la definizione del territorio attraverso il sacro sembravano presenti già nella città minoica; tipicamente micenea è l'articolazione tra l'acropoli, la rocca fortificata in cui ha sede non più il palazzo del wanax, ma il tempio della divinità poliade e la città bassa (asty). Rispetto all'organizzazione micenea, in quella minoica ci sono delle sostanziali differenze che sono: l'interazione fra il centro cittadino, denominato ancora asty, e la campagna coltivata, la chora, alla quale va aggiunta l'area territoriale periferica denominata "eschatia", destinata al pascolo o comunque a forme alternative di sfruttamento.
Aristotele considera nel suo libro della Politica, la città come un punto d'arrivo qualificato, che presuppone non semplicemente un'idea di grandezza, di estensione, di monumentalità, ma quella di raggruppamento funzionale, organizzato intorno ad un centro e all'interno di un perimetro. Ciò pone il problema dello spazio cittadino: a questo proposito, il mondo greco conosce due tendenze alternative, una all'ortogonalità e una alla circolarità.
La tendenza ortogonale esprimeva la necessità di organizzare lo spazio per garantire all'interno della polis, non solo la funzionalità, ma anche la stabilità dei rapporti spaziali. La predisposizione di tipo circolare o delimitante dove l'obiettivo in questo caso è quello di preservare lo spazio cittadino da pericoli esterni, secondo gli ideali di autonomia, libertà e autarchia, che richiedono protezione da influenze estranee.
Sul piano economico la città greca aveva una vocazione prevalentemente agricola, anche in presenza di vasti interessi commerciali e attività artigianali (come nei casi di Corinto e Atene). Le caratteristiche principali dello stile di vita greco, espresse nell'ambito della polis, erano la partecipazione alla vita comunitaria a livello politico-sociale e a livello religioso, determinando così la divisione e la configurazione dello spazio insediativo. Le fonti infatti consentono di rilevare una distinzione fra spazio pubblico e spazio privato; il primo risulta diviso in spazio sacro e profano, ma è stato spesso inteso come spazio civico cioè riservato ai soli cittadini di pieno diritto, destinato a rispondere ai bisogni della comunità, che può definirsi diversamente a seconda di come essa viene a costituirsi.
Le città ad "evoluzione progressiva" tendeva a svilupparsi in modo naturale e spontaneo intorno al centro identificato dal santuario, senza delimitare accuratamente gli spazi sul piano funzionale e mostrare un'organizzazione sistematica. La delimitazione fra spazi pubblici e privati resta incerta e lo stesso centro cittadino ha una struttura poco differenziata, in cui si concentravano spazi destinati al culto e all'attività politica-amministrativa. È il caso di Atene, in cui lo spazio pubblico si organizzava intorno all'acropoli e all'agorà di Ceramico, o di Corinto, dove l'organizzazione avviene intorno al tempio di Apollo e all'agorà.
Le città nate da un atto di fondazione, come le colonie, mostravano invece una certa ripartizione dello spazio, come si può osservare nel caso di Olinto: gli spazi pubblici non si trovano necessariamente al centro, ma si collocavano spesso nell'ambito di una cintura; le diverse zone sono riservate a funzioni specifiche; il ruolo dei santuari suburbani, appare molto forte anche rispetti ai santuari cittadini. Alla concezione unitaria e centralizzatrice si oppone una concezione pluralista e differenziata.
Tornando all'articolazione dello spazio civico in spazio politico e religioso, il primo era deputato all'esercizio dei diritti politici veri e propri (agorà, pritaneo, bouleuterion, ekklesiasterion, teatro), mentre il secondo era una parte di territorio (urbano, della chora o periferico) dedicato alle manifestazioni della religiosità comunitaria con l'insediamento di santuari dedicati alle divinità o di altari.

### Organizzazione e territorio
La realtà cittadina si organizzava intorno ad un centro attraverso l'aggregazione di diverse unità minori, i villaggi (komai) o circoscrizioni territoriali come i demoi ateniesi; l'aggregazione determinava una definizione del territorio nei confronti del mondo esterno attraverso la costruzione di mura, santuari di confine e un'articolazione interna in un rapporto tra centro-periferia. Nel centro urbano il cuore della polis era l'agorà, piazza del mercato, ma anche luogo dove si riuniva l'assemblea cittadina, centro di discussione e di commercio. Questa area a cielo aperto era delimitata da cippi e successivamente da portici, e posta eventualmente anche in posizione non centrale.
Altre principali strutture funzionali erano il pritaneo, sede del focolare pubblico e delle magistrature, il bouleuterion, sede del consiglio e l'ekklesiasterion, sede dell'assemblea.

#### Centro urbano
Nel centro urbano risiedevano le principali strutture necessarie alla vita comunitaria in ambito politico (agorà, pritaneo sede del consiglio e dell'assemblea) e culturale (templi, focolare pubblico, tomba del fondatore), a cui vanno aggiunti gli edifici di abitazione, i servizi educativi e di intrattenimento.
In realtà gli edifici più antichi che comparvero nelle aree urbane erano destinati al culto e risalivano all'VIII secolo (altari, santuari, heroa), affermando il primato dell'esperienza religiosa come fattore unificante della comunità. Infatti, solo in un secondo tempo, sorsero gli edifici di carattere più propriamente civile e amministrativo, dovuto al fatto che il santuario svolgeva un ruolo primario nel processo di formazione della polis. Infatti il culto stabiliva una coesione comunitaria stabile tra i gruppi prima legati da una semplice vicinanza geografica o sociale, e costituiva un polo di attrazione capace di dare un impulso all'organizzazione dello spazio e della ridefinizione dei rapporti politici e sociali.

#### Lachora
Sul piano terminologico, chora può denotare sia il territorio nel suo complesso, compreso il centro urbano, sia la campagna vera e propria dove risiedeva una parte significativa della popolazione. Il primo uso, che trova corrispondenza nel fatto che il termine polis includeva città e territorio, mostra che l'equilibrio città-territorio è uno degli aspetti caratteristici della polis, sottolineando il rapporto organico tra città e campagna. Aspetti come l'ampia profusione della piccola proprietà, la presenza di conflitti sociali legati al problema della terra l'identificazione tra proprietari terrieri e ceto dirigente confermano la grande importanza della chora nella definizione della polis.
Durante il passaggio dall'età oscura all'arcaismo si verificò una massiccia espansione dell'agricoltura a danno dell'allevamento attraverso la realizzazione di terrazze, bonifiche, disboscamento, messa a coltura di terre marginali. La chora veniva utilizzata in modo stabile e intensivo per lo più da contadini liberi proprietari terrieri che possedevano appezzamenti di 4 o 5 ettari. Notevole era la diffusione di fattorie occupate stabilmente dai coltivatori che, con un lavoro assiduo e attrezzature elaborate, lavoravano la terra, integrando con l'allevamento di bovini e caprini.
Questi piccoli contadini (denominati zeugiti) erano in grado di mantenersi attraverso il consumo diretto e lo scambio dei beni prodotti, accumulando qualche risparmio e persino possedendo qualche schiavo per l'aiuto nei lavori agricoli.
La chora non era tutta uguale: quella di pianura era ritenuta di qualità superiore a quella collinare; tuttavia la terra era sfruttata in modo razionale attraverso l'integrazione della triade mediterranea (cereali, ulivo, vite) con altre colture leguminose, allo scopo di contrastare le crisi legate al clima e aumentare la produttività attraverso il ricorso ad alcune innovazioni tecniche (macine, presse, torchi, mulini a movimento rotatorio).
Inoltre la polis poteva trarre rendite dalla terra mediante l'affitto di terre demaniali (demosia chora), che costituivano il 10% del territorio; o attraverso il processo e lo sfruttamento della terra (hierà chora) dei santuari, avendo una significativa fonte di reddito.

#### Eschatià
Era la parte più esterna del territorio che si trova lungo la fascia di confine, in genere non fortificato ma segnato da indicatori sacrali. Si ritiene che si trattasse di una sorta di terra di nessuno indivisa e non coltivata, destinata al pascolo pubblico e al legnatico. L'idea della sua inferiorità qualitativa affonda le sue radici nel pensiero aristocratico secondo cui la vita politica si svolgeva nel centro urbano e la vita fuori da esso appariva indegna di essere vissuta. In realtà recenti studi sottolineano che l'interpretazione del termine eschatià non può essere così rigidamente univoca, rimandando certamente a una posizione decentrata, ma non necessariamente legata al confine.
La marginalità propria dei terreni montuosi o paludosi, incolti e selvaggi, non era necessariamente quella dell'eschatià, che poteva essere anche un'area coltiva situata in una chora più lontana dal centro cittadino. Sicuramente la presenza nell'eschatià di santuari destinati al percorso di giovani, fanciulle, illegittimi rivela una marginalizzazione ideologica di queste aree, che non necessariamente coinvolge gli aspetti socio-economici a proposito dell'organizzazione territoriale della polis.

### Il cambiamento nell'età ellenistica
L'affermazione dei grandi regni ellenistici segnò il tramonto della polis come esperienza politica. Non che le città non siano sopravvissute all'Ellenismo ma conobbero un notevole sviluppo sul piano urbanistico e monumentale con la formazione di vere e proprie metropoli, conservando le loro tradizionali strutture. Nel periodo di transizione compreso dall'età di Filippo II e di suo figlio Alessandro Magno e l'epoca delle lotte tra i diadochi, l'interferenza nelle questioni interne delle città greche divenne la norma: i contendenti appoggiarono governi democratici oligarchici, insediarono presidi militari, imposero provvedimenti gravi ed impopolari, mostrando che le relazioni con le città greche si ispirarono solo formalmente agli schemi della tradizione greca. Con la stabilizzazione dell'impero di Alessandro Magno e i successori e l'avvento delle grandi monarchie, l'aspetto urbanistico prevalse nettamente su quello politico: lo spazio cittadino divenne proprietà del sovrano, la relazione fra centro urbano e chora venne meno, così come il rapporto fra cittadinanza e ruolo militare e proprietà terriera.
Al modello della polis, che prevedeva un centro urbano unico circondato dalla chora, si costruì una struttura che prevedeva una capitale, cui si affiancava una chora in cui si trovano altre città o diverse capitali.
Inserita in questa realtà la polis si ridusse a una comunità di uomini liberi in cui si viveva in una dimensione più culturale che non politica. Dal punto di vista economico la città continuò a vivere soprattutto dello sfruttamento agricolo del territorio, cui si aggiungeva il commercio. Nell'impianto urbanistico, la tradizionale tendenza greca alla circolarità si coniugava con la razionalità della visione ortogonale: le città avevano in genere un centro che spesso coincideva con la residenza reale e con il complesso di edifici ad essa collegati; il centro focale della città non era più costituito dall'agorà.
In un certo senso la polis assunse nell'epoca ellenistica una caratterizzazione più omogenea sul piano istituzionale che spettò alla grande varietà di modelli dell'età classica e conobbe una certa unità sul piano educativo, culturale e religioso.

### Il ruolo del cittadino nella polis
Nella polis i diritti e i doveri del cittadino comprendevano l'attività politica, il servizio militare e la partecipazione alla vita religiosa della comunità. Il godimento dei pieni diritti politici spettava solo ai figli maschi adulti di status libero che erano considerati politai, ossia in possesso del diritto di cittadinanza in base a diversi criteri. Dal godimento dei pieni diritti erano escluse le donne, gli stranieri residenti liberi e gli schiavi.
Sul piano politico i diritti fondamentali consistevano nell'esercitare la sovranità e le magistrature (archein), praticare l'attività giudiziaria (dikazein), partecipare alle assemblee (ekklesiazein). Essere cittadini comportava una serie di vantaggi di carattere puramente economico, dalla retribuzione delle cariche pubbliche, al possesso di beni immobili, all'accesso ai sussidi statali e alle distribuzioni di denaro, grano e carne.
Per quanto riguarda il ruolo militare, la guerra costituisce una delle attività principali del mestiere di cittadino. Ad Atene si era tenuti a prestare il servizio militare dai 20 ai 40 anni di età, mentre fino al compimento dei 59 anni si entrava a far parte della riserva, e dopo i 60 anni si usciva definitivamente dalle liste agli abili.
La componente religiosa era fondamentale per il polites: non vi era una sfera spirituale nettamente separata da quella politica, da quella militare o da quella familiare. Ogni attività aveva inizio con una celebrazione religiosa, una preghiera o un sacrificio; la stessa partecipazione del singolo alla vita della comunità si esprime in una serie di pratiche religiose comuni che contribuiscono, in misura non inferiore alla forme prettamente politiche, a rinsaldare fortemente il senso di appartenenza.
L'inquadramento del cittadino nelle strutture della città era regolato da strumenti quali le tribù, un tipo di organizzazione della popolazione ampiamente diffuso nelle città greche. Tutti i cittadini al compimento dei 18 anni giuravano sulla Costituzione, impegnandosi a difendere la patria ed a obbedire alle leggi. I cittadini erano inseriti in strutture preesistenti alla realtà delle poleis e risalenti alle antiche tradizioni di carattere genetico, organismi paralleli a quelli statali. Nascita, matrimoni e legami di parentela erano legati alle fratrie, non alla città: ad Atene il cittadino celebrava presso la fratria il sacrificio in occasione del matrimonio e presentava i figli che intendeva legittimare, a 10 giorni dalla nascita e poi all'epoca della pubertà.

#### Le donne
La polis escludeva le donne da ogni forma di partecipazione politica; la donna libera e cittadina era definita dal matrimonio, dalla procreazione e dal lavoro domestico. Nel matrimonio svolgeva un ruolo passivo, in quanto era data in moglie dal padre in base ad un accordo con la famiglia dello sposo in cui non aveva alcuna parte, segregata nell'ambito dell'oikos (della casa e della vita familiare). Le sue relazioni sociali dipendono dal marito o dal padre e la sua totale sottomissione è espressa dal bisogno di un tutore; la sua segregazione in casa, almeno per le donne di condizione medio-alta, aveva lo scopo di evitare che un eventuale adulterio introducesse nell'oikos figli illegittimi e elementi impuri; le cerimonie di culto familiare e cittadino erano per le donne l'unica occasione di avere una vita sociale. Non va dimenticata la posizione assai prestigiosa e autorevole, riservata alle sacerdotesse di culti legati a divinità femminili e alla fertilità. 
Tuttavia in altri contesti giuridici (per esempio, nel mondo dorico) la situazione della donna appare leggermente più avanzata sul piano della capacità giuridica e in ambito patrimoniale.

#### Gli stranieri
Il mondo greco distingueva fra lo straniero di stirpe greca (xenos) e il meticcio o barbaro.
Nel caso dello xenos, ossia colui che apparteneva a una comunità politica diversa dalla propria, l'estraneità investiva esclusivamente l'aspetto politico; mentre il meticcio era straniero sia sul piano etnico-culturale, sia su quello politico, insomma come se fosse straniero due volte.
Lo xenos condivideva infatti con i Greci lo stato di appartenere alla medesima comunità di sangue, di lingua, di culti e di costumi; è un individuo formalmente privo di diritti, quanto meno potenzialmente, anche un nemico, a meno che non goda della protezione accordata ad araldi e ambasciatori o qualora non sia protetto da convenzioni stipulate a livello di comunità.
Lo straniero di passaggio alla polis poteva poi vedersi concedere diversi diritti: usare pascoli in territori ateniesi, possedere immobili, sposare una donna attica. Non tutti i Greci avevano lo stesso atteggiamento di fronte al rapporto con lo xenos: alla disponibilità di Atene fa riscontro la chiusura di Sparta che faceva sorvegliare attentamente gli stranieri di passaggio e praticava regolari xenelasiai.
I meteci, chiamati anche stranieri residenti, erano stranieri di stirpe greca che, per motivi commerciali, si stabilivano ad Atene per un periodo superiore ad un mese. Avevano l'obbligo di porsi sotto la protezione di un cittadino, che assumeva la funzione di patrono o prostates: suo compito di appoggiare la richiesta di iscrizione nelle liste dei meteci e di garantire il pagamento del metoikion, la tassa cui erano sottoposti gli stranieri residenti e da cui erano esenti solo i meteci isoteleis, ossia equiparati ai cittadini a proposito degli oneri tributari.
Inoltre erano iscritti come residenti in speciali registri tenuti dai demi ed erano inseriti negli elenchi delle tribù: prestavano servizio militare (flotta, truppe ausiliarie), ma erano esclusi da ogni forma di partecipazione politica. In linea di principio potevano ottenere l'epigamia, l’enktesis e altri onori tributabili a stranieri, ma non vi era consuetudine concederli, per evitare di favorire l'integrazione; avevano anche accesso ad altre forme di espressione religiosa e culturale.
Tuttavia le forme di esclusione del meteco, l'impossibilità di esercitare i diritti politici, le restrizioni in termini di godimento dei diritti civili (matrimonio e proprietà) e la mancata equiparazione giuridica e fiscale sono stati ritenuti dei limiti della democrazia classica, nonostante il contributo che essi davano all'economia e alla stessa difesa della città.
Un contributo di particolare interesse offrono, le orazioni di carattere autobiografico di Lisia, di ricca e prestigiosa famiglia meteca di Atene, che sottolineano l'adesione dei meteci agli ideali democratici della polis ateniese, nella quale però la loro partecipazione sul piano politico e giudiziario è negata, così come un ruolo nella democrazia.
(Lisia, Contro Eratostene)

#### Gli schiavi
Gli schiavi, di origine greca o barbarica, divenivano tali in seguito a prigionia di guerra, oppure perché nati in casa e più raramente in seguito a condanne penali, (dopo venti anni di prigionia lo schiavo poteva ricevere l'anello della libertà). Costituivano una classe eterogenea: diversi per provenienza geografica, origine etnica, motivazioni dello stato di servitù, essi vivevano in condizioni diverse dal punto di vista dell'impiego economico e della situazione sociale.
Si distinguevano in schiavi pubblici, impegnati nelle zecche, nelle opere pubbliche o in funzioni amministrative; schiavi domestici; schiavi impegnati nelle miniere o nella manifattura; servi della gleba, la cui condizione di servitù dipendeva dalla sottomissione da parte di popolazioni di invasori (è il caso degli iloti spartani e dei penesti tessalici).
Sul piano giuridico lo schiavo era proprietà, non persona, e quindi non era soggetto di diritto; la sua testimonianza in tribunale era valida solo se resa sotto tortura, anche se alcuni studiosi hanno avanzato dubbi sul fatto che venisse praticata. Tuttavia alcune tutele di cui lo schiavo godeva nel diritto attico sembrano riflettere l'ambiguità del suo status: non poteva essere picchiato o ucciso impunemente e godeva di una larga autonomia nell'ambito delle attività economiche.
La loro proporzione, rispetto ai cittadini, sembra essere stata relativamente alta: in media, un terzo o un quinto della popolazione residente ad Atene (a Sparta, invece, gli iloti sembravano essere 7 volte più numerosi dei cittadini). La qualità della vita di uno schiavo, nel contesto ateniese, era abbastanza buona (lo Pseudo-Senofonte, infatti, lamentava che gli schiavi avessero libertà di parola e fosse difficile distinguerli dai cittadini). Molto peggiore era la condizione dello schiavo pubblico, soprattutto se addetto alle miniere (è a questo tipo di schiavi che si riferisce Tucidide quando parla di una fuga di 20.000 schiavi ateniesi durante l’occupazione spartana di Decelea: li definisce cheirotechnai). Atene, a differenza di Sparta, non fu mai minacciata da eventuali rivolte degli schiavi: è un altro indizio del fatto che qui gli schiavi godessero di condizioni decisamente migliori. In ogni caso, le manomissioni erano rarissime, e la condizione degli schiavi liberati (apeleutheroi) era incerta e riconvertibile, sintomo della difficoltà tipicamente greca di integrazione.

#### Il problema degli apolidi
Gli apolidi erano persone esuli che si trovavano in una posizione più delicata di quella degli xenoi. Essendo stati privati della cittadinanza, erano disprezzati in un quadro sociale in cui lo status di cittadino era fondamentale.
Nella polis si diventava esuli in seguito a provvedimenti di bando, dovuti all'applicazione di una pena oppure a motivi di carattere politico, come le lotte civili. Questi gruppi, privi di mezzi di sostentamento capaci di garantire loro una minima sicurezza di vita, aumentarono notevolmente nel mondo greco durante il V secolo, accrescendo la consistenza delle masse di avventurieri, mercenari e briganti; si creò così in Grecia una situazione sociale instabile, in un territorio già povero di risorse.
L'esule, definito da Isocrate planomenon (errante), poteva porre rimedio alla sua condizione chiedendo ospitalità ad un'altra comunità politica, anche se ciò molto spesso causava la rottura dei rapporti familiari, di diritto o di fatto, e la confisca dei beni. In questo caso l'esule si affidava al principio religioso della sacralità dell'ospite, sotto la protezione di Zeus Xenios e si poneva nella posizione di supplice; tuttavia le autorità potevano esitare nel concedere protezione per motivi di opportunità politica o anche per il possibile contrasto tra norma religiosa e legge positiva.
La sua sicurezza dipendeva quindi dalla disponibilità di comunità che non avevano obblighi nei suoi confronti; poteva anche essere dichiarato nemico dello Stato ospite, e dunque perseguitato, catturato e ucciso, oppure poteva essere oggetto di una richiesta di estradizione. La massima aspirazione degli esuli era costituita, in ogni caso, non dall'integrazione in un contesto politico e sociale, ma dal ritorno alla propria comunità d'origine.

### L'invenzione della politica
Le città greche sono le prime di cui abbiamo notizia ad aver concentrato l'attenzione sul processo decisionale, invece che sui requisiti di un governo efficiente e sulle modalità di attuazione delle delibere. Essi crearono e perfezionarono le tecniche per l'esercizio del potere deliberativo in ambito pubblico, il cui principale strumento era la persuasione ottenuta con argomentazioni razionali. I Greci svilupparono anche quel particolare metodo di affrontare i problemi e le procedure politiche per cui, partendo dalla situazione particolare, si arriva ai principi generali: in questo senso possiamo dire che i Greci inventarono la politica e il pensiero politico.
Il loro primato nella storia del pensiero politico e sociale occidentale si evince dal fatto che tutte le parole e i concetti più importanti della teoria politica derivano dal linguaggio greco.
Tuttavia, parole di origine greca come "politica", "democrazia" e "tirannide" avevano per loro significati assai diversi da quelli attuali; la causa principale fra il nostro uso di questo vocabolario e quello originale sta nel ripensamento radicale della teoria politica che ebbe luogo nell'età di Machiavelli e di Hobbes. Per i Greci le questioni del potere e del controllo erano marginali, lo scopo della politica era far emergere la volontà generale dell'azione, non elaborando una teoria della sovranità. La comunità (koinonia) era tutto, i sistemi politici greci avevano il compito di subordinare il gruppo alla comunità, con il risultato che i gruppi che riuscivano ad acquisire importanza politica non erano gruppi marginali.
Lo scopo ultimo della politica era di conseguire "il bel vivere", che aveva a che fare con il riposo o l'attività. È proprio questo il salto di qualità che è attribuibile tutt'oggi ai Greci: sperimentarono di rado quel conflitto fra società ed individuo che è causato dalla distanza fra chi governa e chi è governato, ed era evidente che gli interessi dell'individuo fossero quelli della comunità.
Anche Aristotele, all'inizio della Politica, afferma che la politica era un'attività costante e qualificante per l'uomo, era lo studio dell'organizzazione, delle funzioni e dei fini della polis, affermando che coloro che non vivono nella polis non sono completamente umani; per lui infatti la polis è naturale e necessaria per il pieno sviluppo dell'uomo.
(Aristotele, Politica, 1253a)

### La scrittura in funzione del sistema politico
Oggigiorno è stato riconosciuto il ruolo principale che la scrittura assunse nella stesura del codice legislativo, base dell'ideologia politica innovativa della polis, rispettando così il concetto di eunomia (ordine).
Il sistema miceneo di scrittura sillabica era scomodo e inefficiente, poteva servire al massimo come ausilio alla memoria se si dovevano ricordare liste di beni o brevi appunti; per questo motivo nell'età Oscura, la scrittura era uno strumento specialistico nelle mani di una ristretta cerchia di burocrati. Tuttavia nel corso dell'età oscura essa venne dimenticata (con la sola eccezione di Cipro). Comunque, tale episodio dimostra ancora una volta che l'uso della scrittura era nota ai Greci, come dimostrano di fatto le iscrizioni greche più antiche (su vasellame) risalenti al 750 a.C. circa. Il nuovo sistema si ispirò alla scrittura fenicia, che presentava un segno grafico per ogni suono consonantico; più tardi i Greci aggiunsero ad esso le vocali, creando così un alfabeto simile al nostro. Questo sistema era molto semplice da imparare; dotato di circa 24 lettere venne adottato da tutte le città greche nel corso del VI e VII, in seguito venne trasmesso agli Etruschi e Romani.
Gli effetti dell'alfabetizzazione sui sistemi politici greci furono determinanti. Il cambiamento politico più importante dell'età arcaica fu la sottrazione della legge dal controllo dell'aristocrazia tramite l'adozione di un codice legislativo scritto, al quale il magistrato aveva l'obbligo di attenersi, e il cui controllo fu affidato al demos, ossia il popolo inteso nella sua globalità. Le leggi erano state create dagli uomini per servire i loro scopi, in modo che ogni comunità potesse avere leggi diverse. In seguito le leggi vennero create dalla comunità politica, ma nei primi periodi erano spesso opera di un solo uomo definito Legislatore. Quest'ultimo aveva potere assoluto e assoluta discrezionalità nella stesura di un codice (più o meno) completo di leggi scritte, che da quel momento venne considerato definitivo e venne eletto dal popolo.

#### Le prime costituzioni
La più antica costituzione politica è sopravvissuta fino a noi ed era conosciuta come Rhetra, o Grande Rhetra, (rhetra è la parola spartana che indica promulgazone o leggi). Come la maggior parte delle istituzioni spartane, era attribuita al leggendario nomothetes Licurgico. "Eretto un tempio a Zeus Sillanio e ad Atena Sillania, formare le tribù e ordinate le obai [divisioni territoriali], istituito un Consiglio di trenta membri anziani, compresi i re, tenere apellai di tempo in tempo tra Babica e Cnacione, ove presentare e respingere proposte di legge; al popolo [spetta la decisione e] il potere. Qualora il popolo alteri la proposta prima di adottarla, gli anziani e i re possono togliere la seduta". In questo testo, la relazione fra innovazione e regolamentazione delle strutture esistenti è spesso oscura, anche se lo scopo è chiaro: definire i diritti che spettano ad essa nei confronti del consiglio dei magistrati (nella fattispecie, i due re di Sparta). Il documento dimostra che nella Sparta del VII secolo l'organizzazione politica e le strutture amministrative erano già ben definite, e che la legge scritta stabiliva nuovi diritti per l'assemblea dei cittadini limitando quelli degli altri istituti politici.
Nel 621-620 a.C. ad Atene la società era profondamente divisa; Dracone aveva formulato la prima legislazione qualche tempo dopo il fallimento di un tentativo di instaurare la tirannide. Si sa molto poco riguardo a questo codice, tranne il fatto che fosse "draconiano", cioè così spietato che con ogni probabilità fu lo strumento legale di cui l'aristocrazia si servì per reprimere un popolo insoddisfatto. Molto importante era anche la presenza di Solone, che presentava le sue idee in pubblico sotto forma di poesia, elemento molto significativo quanto innovativo per quel tempo.

#### L'ideologia della polis
Con l'esperienza storica delle guerre persiane, i Greci maturarono la coscienza dei valori della loro civiltà che si identificano nel concetto di autonomia kai eleutheria (autonomia e libertà), rivendicati dalla polis della Grecia classica e non. Il termine autonomia sembra identificare la possibilità di governarsi con proprie leggi liberamente accettate, senza condizionamenti esterni; autonomo è lo Stato che è libero di stabilire le norme, secondo cui vuole vivere in campo politico e militare.
Tuttavia lo storico Hansen ha negato il carattere autonomo della polis sulla base del fatto che una polis priva di autonomia (cioè in stato di dipendenza come le città periferiche della Laconia) non perde la sua natura stessa di polis. In realtà però la tesi più accreditata collega il concetto di autonomia con il concetto ideale di polis, anche se non nega che possano esistere poleis in condizioni di dipendenza.
Il concetto di libertà significa invece la possibilità di svolgere una politica estera indipendente; in origini il termine indicava la condizione libera o non libera dell'individuo, ma poi passa a definire il regime della città, libera o sottomessa ai regimi autoritari, e la sua indipendenza dal potere straniero.
Nel V secolo i due termini sembravano non sovrapporsi del tutto, poiché eleutheria sembrava riguardare soprattutto la politica estera e avere a che fare con il modello ideale, mentre autonomia sembrava riguardare una serie di aspetti tra i quali prevaleva quello costituzionale e riguardava il livello più concreto del diritto positivo. Nel VI secolo tende a diventare una endiadi, mentre in età ellenistica questi valori vengono conservati con grande importanza attraverso una propaganda della difesa, delle libertà e dell'autonomia delle poleis.
Proprio l'esasperazione di questi valori rese difficile l'affermazione di un equilibrio stabile tra le poleis, che preferirono farsi guerra tra vicini piuttosto che aumentare la propria potenza. Il collegamento fra la divisione interna del mondo greco e la sua debolezza politica portò alla sperimentazione di diverse forme di collaborazione tra stati. Vennero istituite leghe militari, nelle quali un gruppo di poleis riconosceva volontariamente la guida di un'altra polis; un esempio furono la Lega del Peloponneso e le due leghe navali costruite sotto la guida di Atene nel V e IV secolo. Il carattere difensivo di queste alleanze si mutò ben presto in alleanze offensive e difensive, in cui gli stati membri erano costretti a condividere la politica estera dell'egemone, rinunciando ad averne una propria e venendo meno al concetto di autonomia e libertà. Così il tentativo di superare la frammentazione politica del mondo greco si scontrò con la volontà delle singole poleis di affermare la propria autonomia a detrimento delle altre, nonostante l'evidente danno che ne derivava per la stabilità generale della Grecia.
Un altro punto fondamentale del mondo greco è l'idea di costituzione (politeia), fondata sulla nozione di legge. Questo termine indica l'organizzazione politica di una comunità (la costituzione, regime, governo, talora con il senso specifico di governo repubblicano), ma anche la cittadinanza (la condizione del cittadino, diritto di cittadinanza). Il termine politeia compare per la prima volta in Erodoto con il significato di diritto di cittadinanza, richiesto dagli spartani dall'indovino Tisameno all'epoca della battaglia di Platea accanto a Erodoto (IX, 33, 4-5). In seguito il termine compare sei volte nella Costituzione degli Ateniesi dello Pseudo-Senofonte e una ventina di volte delle opere di Tucidide. Anche Isocrate definisce la politeia come "anima della città":
(Isocrate, Areopagitico, 13-14)
Aristotele definisce la politeia come "in un certo senso la vita stessa della città", come principio vitale e caratterizzante, capace di plasmare il cittadino sul proprio modello. Egli creò quattro classi di proprietari, in base alla produzione agricola dei loro terreni: gli uomini da cinquecento medimni, i cavalieri, gli zeugiti (opliti con più di duecento medimni) e i teti. In teoria era possibile passare da una classe all'altra, com'è testimoniato da un'iscrizione. I doveri politici vennero stabiliti in base a questa classificazione: i nove arconti e i tesorieri di stato dovevano appartenere alla classe più alta, mentre i teti potevano solo far parte dell'assemblea delle giurie. Fu Solone a gettare le basi della futura democrazia ateniese, con il suo consiglio e l'assemblea, i suoi tribunali e la sua procedura di selezione dei magistrati per sorteggio (almeno parzialmente): in questo senso, gli Ateniesi ebbero ragione a considerarlo come fondatore del loro sistema politico e legislativo.